# (27314) Janemcdonald
(27314) Janemcdonald est un astéroïde de la ceinture principale d'astéroïdes.

## Description
(27314) Janemcdonald est un astéroïde de la ceinture principale d'astéroïdes. Il fut découvert le 2 janvier 2000 à Socorro (Nouveau-Mexique) par le projet LINEAR. Il présente une orbite caractérisée par un demi-grand axe de 2,20 UA, une excentricité de 0,09 et une inclinaison de 7,5° par rapport à l'écliptique.

## Compléments